# 楊敞
楊敞（?—前74年），西漢弘農華陰（今陝西省華陰市）人，他是赤泉侯楊喜之曾孫，司馬遷的女婿，楊敞後官至丞相，受封安平侯。

## 生平
楊敞早年於大將軍霍光的幕府內供職，擔任軍司馬，楊敞頗得霍光喜愛與厚待，逐漸升遷至搜粟都尉、大司農等職。元凤年間，稻田使者燕蒼得悉上官桀等人陰謀反叛，將此事告訴楊敞。然而楊敞一向謹慎怕事，不敢上奏，於是上書稱病臥床在家。燕蒼又把消息轉告給諫大夫杜延年，杜延年將這件事情奏聞朝廷。燕蒼、杜延年兩人都因此封侯，而楊敞身為九卿之一的大司農，卻在聽聞謀反消息時不及時上奏，故錯失了封侯的機會。後來，楊敞升任御史大夫，又接替死去的王訢為丞相，獲封安平侯，食邑二千戶。
汉昭帝駕崩後，昌邑王劉賀應詔赴京師即位，卻在宮裡淫亂，霍光為此與車騎將軍張安世密謀，打算廢黜昌邑王另立新君，商議既定，霍光派大司農田延年報知楊敞，而楊敞得知消息後驚懼萬分，不知道說什麼好，冷汗濕透了脊背，嘴裡只能發出哼哼唧唧的聲音。後來田延年起身如廁，楊敞的夫人趕緊從東厢房走出來對丈夫楊敞說：「這是國家大事，如今大將軍計議已定，讓九卿來通報君侯。君侯若不趕快答應，與大將軍同心協力，還繼續猶豫不決的話，舉大事前您就會先被誅殺了。」田延年從廁所回來，楊敞夫婦立即對田延年許諾，請求遵奉大將軍的命令。
於是朝廷眾臣們共同廢黜昌邑王，改立汉宣帝為皇。漢宣帝即位僅一個多月，楊敞便去世了，谥号為「敬」，其安平侯的爵位由兒子楊忠繼承，又因楊敞位居丞相時，參與了制定罷黜昌邑王擁立漢宣帝的決策，安定漢室宗廟有功，增封食邑三千五百戶。

## 評價
- 蔡東藩：敞本庸懦無能，徒知守謹，好在國家大政，俱由大將軍霍光主持，所以敞得進退雍容，安享太平歲月，庸庸者多厚福[6]。
- 成海應：楊敞，知上官桀等邪謀，不敢發，霍光將廢昌邑王，又驚懼不知所言，向微敞夫人言，必見誅矣。漢時大臣取渾厚有量，故無材能學術者，多廁焉，敞又光之所親也，以故得至丞相，而無事可見，彼以無功，爲搜粟都尉，尙被桀等所論，况丞相乎，光亦恣矣，然光旣議定廢立，始報敞，亦知其無能爲也[7]。

## 後裔
- 長子楊忠：楊忠承襲父爵，為安平頃侯[1]。
- 次子杨恽：楊惲因揭發霍氏家族謀反有功，獲封平通侯，後遭人告發其驕奢不悔過，被處以腰斩而死[1]。
- 孫楊譚：楊譚於父親楊忠死後繼承了安平侯之位，後因受叔叔楊惲的牽連而被革爵[1]。
- 曾孫楊寶：楊寶早年隱居民間，教書維生，東汉建立後，汉光武帝敬重楊寶為人，遣使召他人朝為官，但楊寶因年老有病未能成行，老死於家中[2]。
- 玄孫楊震：楊震為東漢官員，一度官至太尉，後因遭中常侍樊豐等人忌恨，而被彈劾免職並遣送回鄉，於歸途中飲鴆自殺[2]。

## 延伸閱讀
[在维基数据编辑]
 《漢書·卷066》，出自班固《漢書》

| 前任： 王訢 | 西汉御史大夫 前77年－前75年 | 繼任： 蔡義   |
| 前任： 王訢 | 西汉丞相 前75年－前74年     | 繼任： 蔡義   |
| 前任： 無   | 西汉安平侯 前75年－前74年   | 繼任： 子楊忠 |